# Walter Hallstein
Walter Hallstein (17. listopadu 1901 Mohuč – 29. března 1982 Stuttgart) byl německý politik a právník a první předseda Evropské komise.

## Život
Pracoval jako právník a univerzitní profesor (tím byl jmenován roku 1930). Po zglajchšaltování státních a veřejných struktur hitlerovského Německa v letech 1933–1937 se stal členem čtyř profesních organizací, nebyl však členem NSDAP nebo SA. Od roku 1942 sloužil ve Wehrmachtu jakožto nadporučík dělostřelectva; v červnu 1944 (během bitvy o Cherbourg) se dostal do zajetí a zbytek války strávil v táboře v USA.
Po válce se vrátil do Německa a začal od roku 1946 vyučovat na Frankfurtské univerzitě. Začátkem 50. let se stal poradcem Konrada Adenauera pro zahraniční politiku a vykonával funkci státního tajemníka na kancléřském úřadu. V letech 1951 až 1958 byl státním tajemníkem na spolkovém ministerstvu zahraničních věcí.
V letech 1958–1967 byl po dvě funkční období prvním předsedou Komise tehdejšího Evropského hospodářského společenství. 1968–1974 byl prezidentem Evropského hnutí. V letech 1969 do 1972 byl poslancem v německém parlamentu.
Hallsteinovo jméno nese Hallsteinova doktrína – směr zahraniční politiky Spolkové republiky Německo zastávaný v letech 1955 až 1969. Tato doktrína hlásala, že Spolková republika Německo bude jako jediný stát zastupovat zájmy Německa v mezinárodní sféře, a že navázání diplomatických styků s Německou demokratickou republikou bude ze strany Spolkové republiky považováno za diplomaticky nevlídný krok. Tento směr byl opuštěn nástupem Willyho Brandta a jeho Ostpolitik.